# Gofickoje (Kraj Stawropolski)
Gofickoje (ros. Гофицкое) – wieś w Rosji, w Kraju Stawropolskim, w rejonie pietrowskim. W 2010 liczyła 5096 mieszkańców.